# Fédération luxembourgeoise d'athlétisme
La Fédération luxembourgeoise d’athlétisme ou FLA est l'organe dirigeant de l'athlétisme au Luxembourg. Elle a été fondée le 11 novembre 1928 remplaçant ainsi la Fédération des sociétés luxembourgeoises des sports athlétiques (FSLSA). Elle est affiliée à la Fédération internationale d'athlétisme (depuis 1952) et à l'Association européenne d'athlétisme.

## Liste des présidents
- Edmond Marx (1928–1940)
- Alex Servais (1945–1947)
- Jos Lucius (1947–1958)
- Pierre Wies (1958)
- Jos Lucius (1959)
- Emile Goebel (1960–1961)
- François Mersch (1961–1962)
- Josy Barthel (1962–1972), ancien champion olympique
- Norbert Haupert (1973–1979)
- Mil Jung (1980–1989)
- Jean-Marie Janssen (1991–2000)
- Alex Bodry (2001-2010)
- Claude Haagen (2011-2018)
- Stéphanie Empain (depuis 2018)

## Clubs d'athlétisme affiliés
Celtic Dieckirch
Csluxembourg
Club d'athlétisme Belvaux
Cercle athléthique fola Esch
Capa Ettelbruck
RBUAPétange
CAESTGREVENMACHER
LIAL

## Challenge Peters Sports
Palmarès 
| année     | seniors hommes  | seniores femmes |  |
| --------- | --------------- | --------------- |  |
| 2019-2020 | Lallemang Max   | Wolter Anny     |  |
| 2018-2019 | Kass Christophe | Weiler Liz      |  |
| 2017-2018 | Kass Christophe | Weiler Liz      |  |